# Lawrence Pressman
Lawrence Pressman, född 10 juli 1939 i Cynthiana, Kentucky, är en amerikansk skådespelare.
Pressman har bland annat medverkat i TV-serierna Dr Howser och Carol & The End of the World. Han har även medverkat i filmen Hanoi Hilton.

## Filmografi (i urval)
- 1976 – De fattiga och de rika (TV-serie)
- 1979 – Bländad av makten (miniserie)
- 1980 – 9 till 5
- 1980 – Joe – jättegorillan
- 1987 – Hanoi Hilton
- 1989–1993 – Dr Howser (TV-serie)
- 2023 – Carol & The End of the World (TV-serie)